# Russell (motorfiets)
Russell is een historisch merk van motorfietsen.
De bedrijfsnaam was: Russel Motor Company, Derby.
De motorfiets was ontworpen door Edgar Russell en gebouwd in 1911. Hij bouwde een eigen 3½pk-kopklepmotor met een B&B carburateur, een Bosch-magneet en verstevigingsribben in het carter. De machine had een riemaandrijving vanaf de krukas en dus geen versnellingsbak. Waarschijnlijk bouwde Edgar Russel slechts één machine voor eigen gebruik, maar in 1913 verscheen er een merk met dezelfde naam.
Nu werden er motorfietsen geproduceerd die werden samengesteld uit ingekochte onderdelen, waaronder 172- 492cc-inbouwmotoren, die gezien de cilinderinhoud konden worden betrokken bij Blackburne, Precision of JAP. De productie bleef echter zeer beperkt en nog voor het uitbreken van de Eerste Wereldoorlog verdween ook dit merk.